# Resultados do Carnaval de Niterói em 2023
Nesta página estão tabulados os Resultados do Carnaval de Niterói no ano de 2023. Pelo segundo ano consecutivo os desfiles foram realizados no Caminho Niemeyer, no centro da cidade, na passarela do samba montada no pátio do Teatro Popular Oscar Niemeyer. Inicialmente marcado para os dias 10 e 11 de fevereiro, uma semana antes da data oficial do carnaval, os desfiles foram adiados para 24 e 25 de fevereiro em virtude do atraso no repasse de verbas por parte da Prefeitura e da indefinição quanto ao local dos barracões das escolas.
A Magnólia Brasil conquistou seu segundo título no carnaval niteroiense apresentando o enredo "Um Sorriso Negro", que homenageava o centenário da cantora Dona Ivone Lara. A agremiação do Fonseca terminou a apuração com 358.4 pontos, 1.0 a mais que a Alegria da Zona Norte, que pelo segundo ano consecutivo fica com o vice-campeonato. Experimenta da Ilha e Mocidade Independente de Icaraí foram declaradas rebaixadas para o Grupo B no dia da apuração. No entanto, em 9 de março, a Prefeitura de Niterói publicou no Diário Oficial a ata do resultado do carnaval passando a considerar uma penalidade de 1 ponto à Cacique da São José por não apresentar o número mínimo de baianas, que acabou não sendo lida na apuração. A punição modificou o resultado, rebaixando a Cacique para o segundo grupo e mantendo a Experimenta na elite. A Império de Araribóia venceu o Grupo B e conquistou o acesso a elite, onde desfilou pela última vez em 2020, homenageando o Bafo do Tigre, tradicional agremiação da cidade. A Império de Charitas conquistou o título do Grupo C, subindo para o Grupo B, reeditando o enredo de 1998 da Unidos do Viradouro sobre a história do mito grego Orfeu adaptada à realidade do carnaval do Rio de Janeiro.

## Grupo A
| Colocação | Escola                          | Enredo                                                                                               | Pontos | Situação                      |
| --------- | ------------------------------- | --- | ------ | ----------------------------- |
| 1.º       | Magnólia Brasil                 | Um Sorriso Negro                                                                                     | 358.4  | Campeã do carnaval 2023       |
| 2.º       | Alegria da Zona Norte           | De Pindorama a Brasil                                                                                | 357.4  |                               |
| 3.º       | Sabiá                           | Resistir para Existir: África, a raça que a mordaça não calou                                        | 357.2  |                               |
| 4.º       | Folia do Viradouro              | Teresa de Benguela, Uma Rainha Negra no Pantanal (Reedição do enredo de 1994 da Unidos do Viradouro) | 356.8  |                               |
| 5.º       | Souza Soares                    | Marias! Maria é um dom, mistura raças, conquistas, dores e alegrias                                  | 355.4  |                               |
| 6.º       | Unidos da Região Oceânica       | Magia dos seres elementares da natureza                                                              | 355.1  |                               |
| 7.º       | Experimenta da Ilha             | Pelas mãos do criador, um tributo a Niterói                                                          | 354.4  |                               |
| 8.º       | Cacique da São José             | De janeiro a janeiro, o Cacique faz a festa o ano inteiro (Reedição do enredo de 2015)               | 353.8  | Rebaixadas ao Grupo B em 2024 |
| 9.º       | Mocidade Independente de Icaraí | Iyá, Matripotência Mocidade                                                                          | 353.6  | Rebaixadas ao Grupo B em 2024 |

## Grupo B
| Colocação | Escola               | Pontos | Situação                              |
| --------- | -------------------- | ------ | ------------------------------------- |
| 1.º       | Império de Araribóia | 358.8  | Campeã e Promovida ao Grupo A em 2023 |
| 2.º       | Banda Batistão       | 358    |                                       |
| 3.º       | Garra de Ouro        | 356.6  |                                       |
| 4.º       | Unidos do Sacramento | 356.2  | Harmonia (19.9)                       |
| 5.º       | Combinado do Amor    | 356.2  | Harmonia (19.6)                       |
| 6.º       | Paraíso da Bonfim    | 354.6  |                                       |
| 7.º       | Bem Amado            | 353.6  | Rebaixadas ao Grupo C em 2024         |
| 8.º       | Tá Rindo por Quê?    | 352.6  | Rebaixadas ao Grupo C em 2024         |
| 9.º       | Balanço do Fonseca   | 349    | Rebaixadas ao Grupo C em 2024         |

## Grupo C
| Colocação | Escola              | Pontos | Situação                              |
| --------- | ------------------- | ------ | ------------------------------------- |
| 1.º       | Império de Charitas | 359.8  | Campeã e Promovida ao Grupo B em 2024 |
| 2.º       | Galo de Ouro        | 356.8  |                                       |
| 3.º       | União da Engenhoca  | 355.4  | Eliminadas e não desfilam em 2024     |
| 4.º       | Mistura da Raça     | 355.4  | Eliminadas e não desfilam em 2024     |
| 5.º       | Amigos da Ciclovia  | 354.8  | Eliminadas e não desfilam em 2024     |